# Giovanni Casaretto
Giovanni Casaretto ( 1812 - 1879) fue un botánico y explorador italiano.
Con financiación de la Real Sociedad de Ciencias Naturales de Turín, viaja en una expedición a Brasil, en 1840.

## Algunas publicaciones

### Libros
- 1842. Novarum stirpium brasiliensium decades. Ed. Typis J. Ferrandi. 96 pp.

## Honores

### Eponimia
Género
- (Lamiaceae) Casarettoa Walp.[1]

Especies
Asteraceae Eupatorium casarettoi (B.L.Rob.) Steyerm. -- Fieldiana, Bot. xxviii. Nº 3, 635 1953 (IK)
Euphorbiaceae Croton casarettoanus Vis. -- "Orto Bot. Padova 73, 137. 1842 ; cf. D.J. Mabberley in Taxon, 33(3): 442 1984 (IK)
Rubiaceae Uragoga casarettoana (Müll.Arg.) Kuntze -- Revis. Gen. Pl. 2: 959. 1891 (GCI)
Sapotaceae Radlkoferella casarettoi (A.DC.) Aubrév. -- Adansonia sér. 2, 1: 186. 1962 (IK)
- La abreviatura «Casar.» se emplea para indicar a Giovanni Casaretto como autoridad en la descripción y clasificación científica de los vegetales.[2]